# Ајак
Ајак (мађ. Ajak) је град у североисточној Мађарској. Ајак је значајан град у оквиру жупаније Саболч-Сатмар-Берег.

## Географија

### Локација
Налази се у „Тисантулу” (преко Тисе), у северном делу жупаније Саболч-Сатмар-Берег. Једна трећина површине насеља припада „Реткезу”, две трећине „Њиршегу”, географским ппределима.
Насељена места у суседству: Кишварда са севера, Анарч са истока, Ђулахаза са југоистока, Њирташ са југозапада, Патроха са запада и Реткезберенч са северозапада. Најближи град је Кишварда, удаљен 6 километара.
Покрива површину од 2.476 km2 (955,99 sq mi) и има популацију од 3.952 људи (2002).

## Историја
Ајак је једно од најстаријих саболчских насеља у. Први сачувани писани облик његовог имена из 1270. је Ајак (Ayac). Као краљевска донација краља Беле и Иштвана V, овде су се населили Куни, који су се постепено спојили у мађарску заједницу.
За време турског потчињавања насеље је скоро потпуно опустошено.
У 18. веку досељени су Словаци, а потом и Мађари из жупаније Хевеш, који су заузимали сваки свој део села. Тако су настала 4 села: Нађајак (Мађарвег. Мађари), Фалудерек (мешано), Кишајак (мешано) и Тотвег (Словаци). Досељеници Хевеша донели су са собом традицију узгоја дувана.
У 19. веку епидемије колере су два пута опустошиле село (1831 и 1873).
На препоруку министра државне управе и правде, титулу града Ајак је добио 15. јула 2013. године.

## Становништво
Године 2001. 98% становништва насеља се изјаснило као Мађари, 2% Роми.
Током пописа из 2011. године, 89,9% становника се изјаснило као Мађари, а 1,6% као Роми (10,1% се није изјаснило). 
Верска дистрибуција је била следећа: римокатолици 55,4%, реформатори 10,6%, гркокатолици 20,8%, неденоминациони 0,6% (12,2% није одговорили).